# Ardó d'Aniana
Ardó d'Aniana, Ardó Esmaragde o Smaragdus (Llenguadoc, segona meitat del s. VII - Aniana, març de 843) fou un monjo benedictí, company de Sant Benet d'Aniana, conegut per ser hagiògraf. És venerat com a sant per diverses confessions cristianes.

## Biografia
Va entrar de nen, probablement com a oblat, al monestir d'Aniana (Anhana, Erau), fundat per Benet d'Aniana, qui s'encarregà de la seva educació. Fou ordenat prevere i fou el director de l'escola monàstica.
En 794, acompanyà Benet al concili de Frankfurt, fent-ne de secretari. Quan Benet, en 814, marxà a la cort imperial d'Aquisgrà, Ardó el substituí com a abat. En 822, escrigué una vida de Benet d'Aniana, on ja l'anomena sant; ell mateix havia començat el seu culte al monestir d'Aniana, immediatament després de la seva mort.